# Sougia

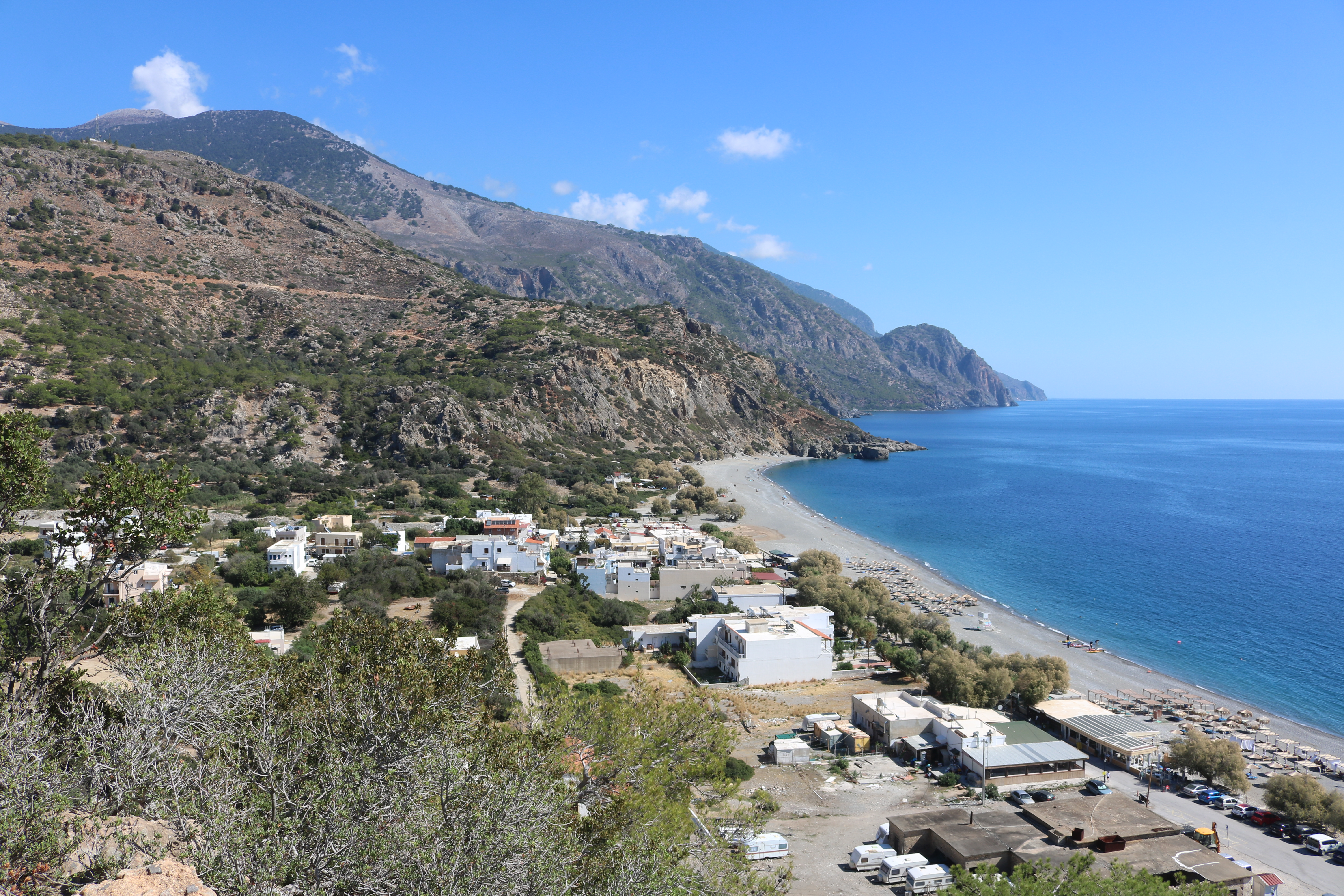
Sougia, von Westen gesehen

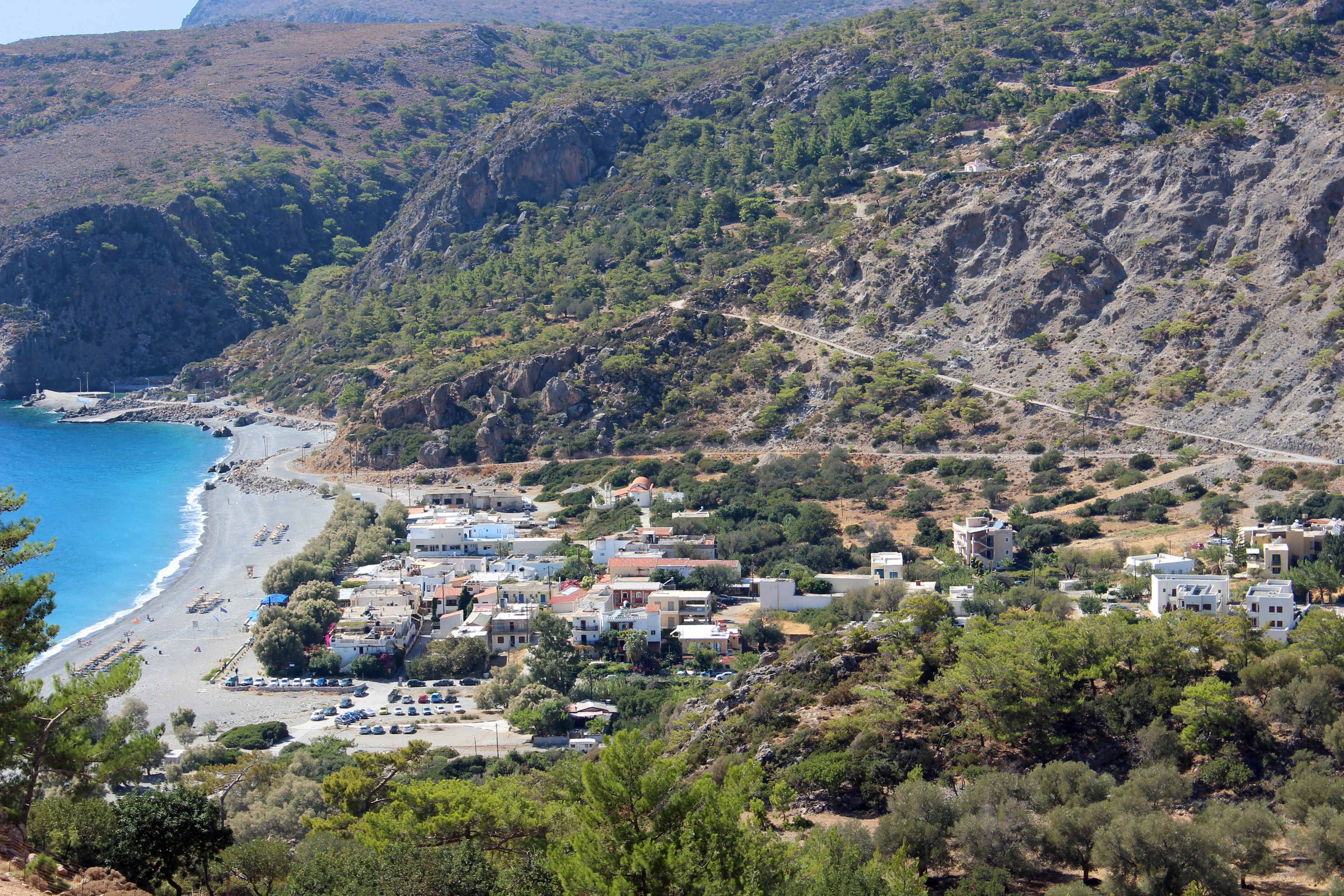
Sougia, von Osten gesehen

Strand von Sougia

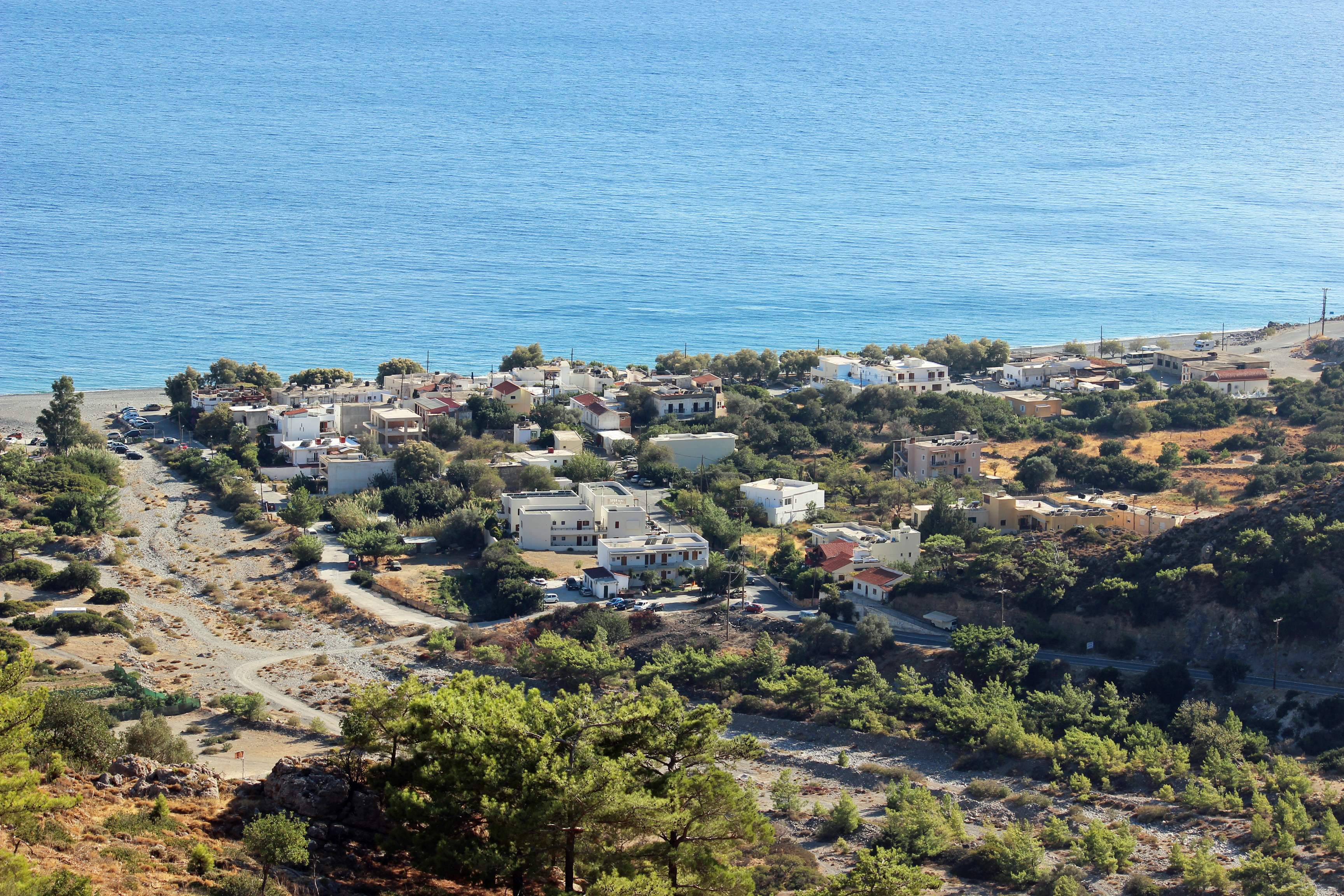
Fernsicht auf Sougia

Sougia (griechisch Σούγια [ˈsuʝa] (f. sg.)) ist ein Ort mit 136 Einwohnern im Regionalbezirk Chania an der Südwestküste der griechischen Insel Kreta. Etliche kleinere Unterkünfte, zahlreiche Tavernen und gute Fährverbindungen zu den Nachbarorten machen den Ort im Sommerhalbjahr zu einem beliebten Standort für Wanderer.

## Verwaltung
Verwaltungsmäßig bildet Sougia zusammen mit den Bergdörfern Koustogerako (Κουστογέρακο), Livadas (Λιβαδάς) und Moni (Μονή) die Ortschaft Sougia im Gemeindebezirk Anatoliko Selino der Gemeinde Kandanos-Selino. Alle vier Dörfer haben zusammen 220 Einwohner.

## Lage
Die kleine Ortschaft liegt am Ausgang der Agia-Irini-Schlucht und ist von steilen Felswänden umgeben. Das Bett des nur nach starken Regenfällen im Winter wasserführenden Sturzbaches „Lakos Zografou“ begrenzt den Ort nach Osten. Das heutige Dorf wurde erbaut auf und zwischen den Ruinen der antiken Stadt Syia, welche zusammen mit Lisos einer der Häfen der weiter oberhalb gelegenen großen antiken Stadt Elyros war (für die bis zu 16.000 Einwohner in römischer Zeit angenommen werden). Da sich die Landmasse Westkretas geotektonisch bedingt seit der Zeitenwende in dieser Region um etwa fünf Meter gehoben hat (in Sougia gut ersichtlich an der ehemaligen Spülkante an den Felsen am Meer) ist der ehemalige Hafen trockengefallen und gehört teilweise zum heute bebauten Gebiet. Der heutige kleine Fischereihafen am westlichen Ende der Sougia-Bucht ist neuzeitlichen Datums.

## Geschichte

### Das antike Syia

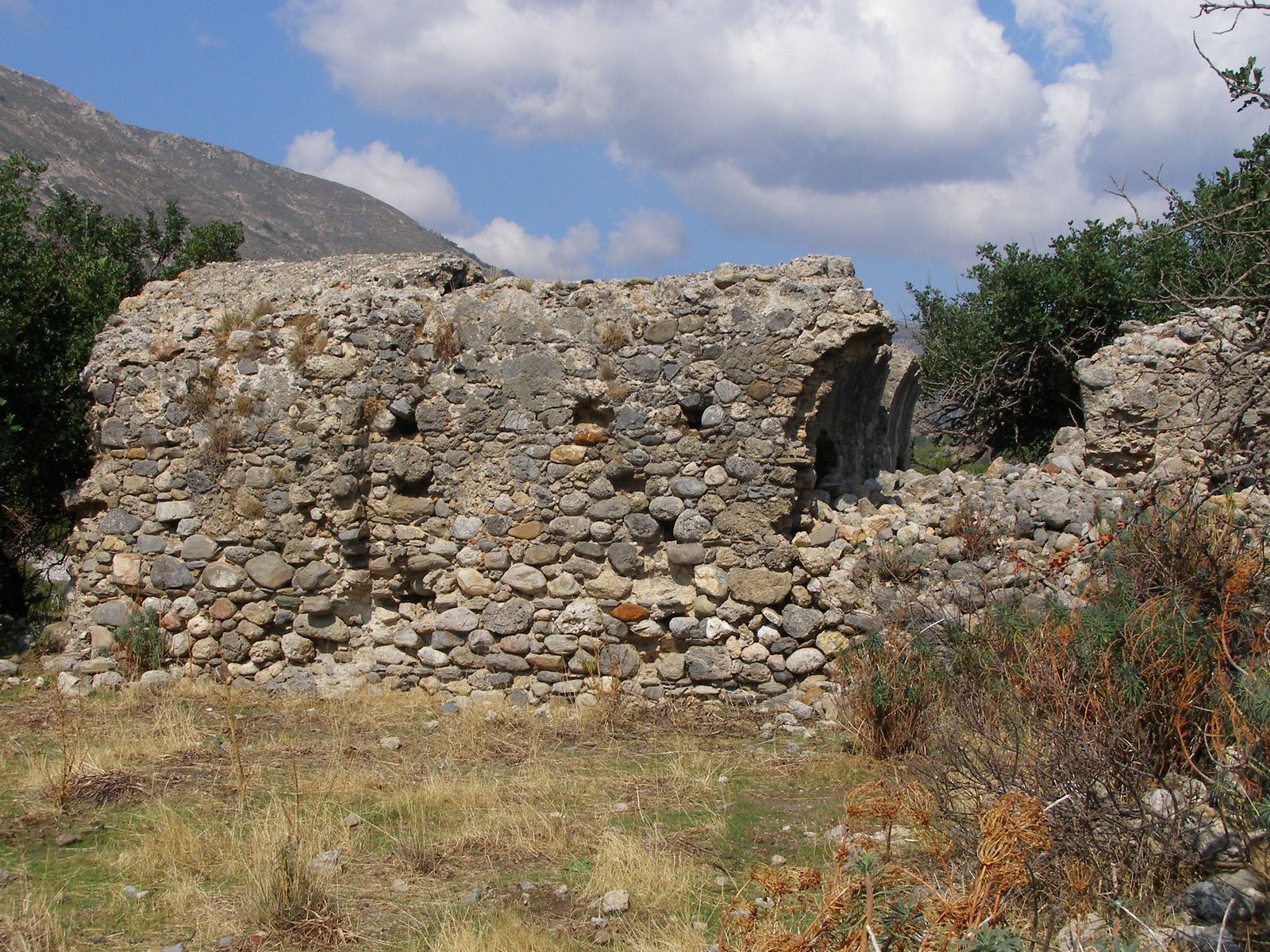
Ruine einer frühbyzantinischen Basilika

Denkmal für Koustogerako

Der alte Name des Ortes „Syia“ (Συία seltener auch Συγία) ist vermutlich vom altgriechischen Wort sys (‚Sau‘) abgeleitet. Die Blütezeit des antiken Ortes war in den römischen und frühbyzantinischen Jahren, sein Hafen genoss einen guten Ruf. Teile der antiken Stadt sind östlich des Flussbetts hangaufwärts zu begehen. Unter anderem sind die Überreste von zwei frühchristlichen Basiliken, römischen Gräbern, Häusern und Mauern zu sehen. Vermutlich wurde die Stadt von Sarazenen zerstört und entvölkert. Funde aus Syia sind im archäologischen Museum in Chania ausgestellt. Der Mosaikboden einer an Stelle der heutigen Kirche stehenden dritten Basilika aus dem 6. Jahrhundert ist erhalten und in der neuen Kirche im westlichen Teil des Ortes zu besichtigen.

### Neuzeit
Der englische Reisende und Altertumsforscher Robert Pashley beschreibt den Ort Sougia 1835 als vollkommen unbewohnt. Schon er vermutete, dass die vorgefundenen Ruinenfelder die Überreste eines Hafens des antiken Elyros seien, dessen Standort zu dieser Zeit noch nicht sicher identifiziert war. Dabei bezieht er sich auf eine Küstenbeschreibung eines anonymen Autors aus byzantinischer Zeit.
Im Zweiten Weltkrieg waren deutsche Truppen in Sougia stationiert, wohingegen die nahegelegenen Bergdörfer als Rückzugspunkt des kretischen Widerstands galten. Die vormals deutlich bevölkerungsreicheren Nachbardörfer Koustogerako, Livadás und Moní wurden als Vergeltung für ein von Widerstandskämpfern verhindertes Erschießungskommando zerstört und dem Erdboden gleichgemacht.

## Verkehr
Die Fähre von Paleochora nach Agia Roumeli (am Ausgang der Samaria-Schlucht) und Chora Sfakion macht Halt in Sougia.
Zwei Mal täglich fährt eine Buslinie der KTEL während der Touristen-Saison nach Chania, im Winter nur etwa 5 Mal pro Woche. Die enge und kurvenreiche Straße nach Chania wurde 2009 bus-tauglich ausgebaut. In der Hochsaison bringen Linienbusse zudem mehrmals pro Woche am frühen Morgen Wanderer zum Eingang der Samaria-Schlucht (mit PKW oder Bus circa eine Stunde Fahrzeit). Es gibt eine Straße durch die Berge nach Paleochora (etwa eine Stunde Fahrzeit).

## Sougia heute
Da das gesamte meeresnahe Gebiet des Ortes als Archäologische Zone ausgewiesen ist, darf in Sougia nur sehr begrenzt an der Zufahrtsstraße Richtung Norden gebaut werden. Die abgelegene Lage etwa 70 km südlich von Chania und der mangelnde Baugrund hat das Aufkommen von Pauschaltourismus größeren Stils bislang verhindert. Trotzdem gibt es Übernachtungsmöglichkeiten in Pensionen oder Hotels und einige Tavernen an der Strandpromenade oder im Ort sowie zwei Diskotheken. Neben Landwirtschaft und Fischerei ist der Tourismus der wichtigste Wirtschaftsfaktor. Die gesamte Bucht von Sougia wird von einem Kieselstrand gesäumt. Der östliche Teil dieses Strandes ist einer der letzten Ortsstrände auf Kreta, an dem Wildcampen geduldet wird.

## Wanderwege

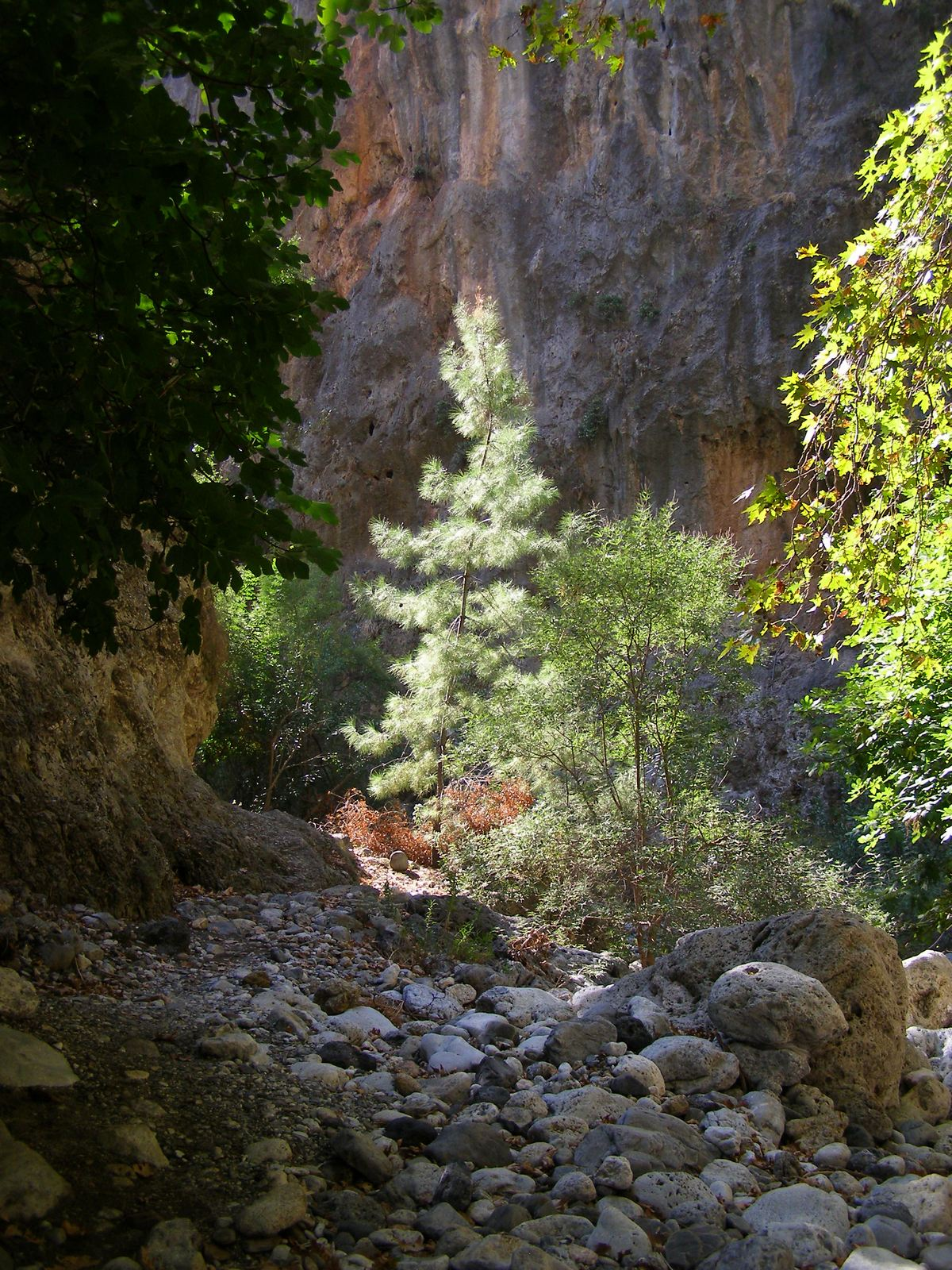
In der Agia-Irini-Schlucht

Sougia ist einer der besten Ausgangspunkte für Wanderungen entlang der Südküste Kretas, im Hinterland gibt es zudem mehrere Schluchten zu entdecken. Eine etwa 1,5 Stunden lange Wanderung führt von Sougia auf dem Europawanderweg E4 nach Westen zu den Ruinen der antiken Hafenstadt Lisos. Der Weg beginnt direkt hinter dem Hafen von Sougia und ist ausgeschildert. Von Lisos aus führt der E4 weiter bis Paleochora. In östlicher Richtung teilt sich der E4 in einen küstennahen Abschnitt nach Agia Roumeli und einen Bergabschnitt bis zur Omalos-Hochebene in den Lefka Ori.
Viel begangen ist die 12 km lange Wanderung von Sougia durch die Agia-Irini-Schlucht bis zum gleichnamigen Dorf. Sie verläuft durch eine Landschaft, die botanisch und geologisch der Samaria-Schlucht ähnelt. Mit der Fygou-Schlucht kann in der Region eine weitere Schlucht erwandert werden. Ein beliebtes Wanderziel ist zudem die nordöstlich von Sougia gelegene Polifimos-Höhle, in der die mythologische Gestalt Polyphem, ein einäugiger Kyklop, gelebt haben soll.